# Bolex
Bolex (egentligen Bolex International S.A.) är ett schweiziskt företag som är känt för att ha tillverkarkat filmkameror och objektiv, främst inom 16-millimetersfilm under 1900-talet. Bolaget grundades 1927 av Jacques Bogopolsky (även känd som Jacques Bolsey eller Jacques Bolsky), där namnet Bolex härstammar från hans efternamn. 1930 såldes företaget till Paillard Company och Bogopolsky själv arbetade på företaget fram till mitten av 1930-talet. 1970 såldes Bolex-delen av företaget till Eumig i Wien. Dock likviderades Eumig 1981 och året därpå köptes Bolex upp och återskapades som Bolex International.

## Bolexs produkter

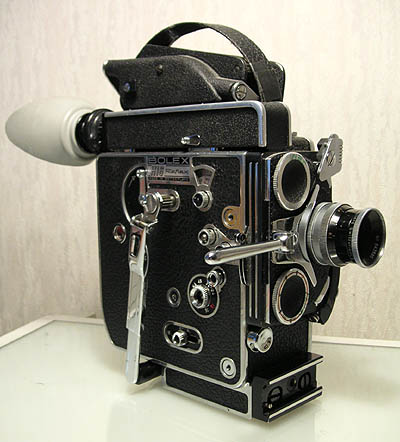
En Bolex filmkamera (av modellen H16 REX-5).

En komplett lista över kameror från företaget släppta mellan 1928 och 1970. Den sista kameran tillvärkades 1976.
| Namn                     | År   | Format                                                                         | Reflex |
| ------------------------ | ---- | ------------------------------------------------------------------------------ | ------ |
| Auto Cine A              | 1928 | 50 fot/15 meter 16mm film                                                      | Nej    |
| Auto Cine B              | 1929 | 100 fot/30 meter 16mm film                                                     | Nej    |
| H16                      | 1935 | 100 fot/30 meter 16mm film                                                     | Nej    |
| H9                       | 1935 | 9,5 mm film magasin                                                            | Nej    |
| H8                       | 1938 | 100 fot/30 meter standard 8 film                                               | Nej    |
| L8 (tidig model)         | 1942 | 25 fot/7,5 meter standard 8 film                                               | Nej    |
| H8 Leader                | 1947 | 100 fot/30 meter standard 8 film                                               | Nej    |
| H16 Leader               | 1947 | 100 fot/30 meter 16mm film                                                     | Nej    |
| L8 (sen modell)          | 1947 | 25 fot/7,5 meter standard 8 film                                               | Nej    |
| H8 Standard              | 1949 | 100 fot/30 meter standard 8 film                                               | Nej    |
| H16 Standard             | 1949 | 100 fot/30 meter 16mm film                                                     | Nej    |
| H8 Deluxe                | 1950 | 100 fot/30 meter standard 8 film                                               | Nej    |
| H16 Deluxe               | 1950 | 100 fot/30 meter 16mm film                                                     | Nej    |
| B8                       | 1953 | 25 fot/7,5 meter standard 8 film                                               | Nej    |
| H16 Supreme              | 1954 | 100 fot/30 meter 16mm film                                                     | Nej    |
| C8                       | 1954 | 25 fot/7,5 meter standard 8 film                                               | Nej    |
| H16 Reflex               | 1956 | 100 fot/30 meter 16mm film                                                     | Ja     |
| B8VS                     | 1957 | 25 fot/7,5 meter standard 8 film                                               | Nej    |
| B8L                      | 1958 | 25 fot/7,5 meter standard 8 film                                               | Nej    |
| H8T                      | 1958 | 100 fot/30 meter standard 8 film                                               | Nej    |
| H16T                     | 1958 | 100 fot/30 meter 16mm film                                                     | Nej    |
| H16M                     | 1958 | 100 fot/30 meter 16mm film                                                     | Nej    |
| C8S                      | 1958 | 25 fot/7,5 meter standard 8 film                                               | Nej    |
| H16 REX                  | 1959 | 100 fot/30 meter 16mm film                                                     | Ja     |
| C8SL                     | 1959 | 25 fot/7,5 meter standard 8 film                                               | Nej    |
| B8SL                     | 1959 | 25 fot/7,5 meter standard 8 film                                               | Nej    |
| D8L                      | 1959 | 25 fot/7,5 meter standard 8 film                                               | Nej    |
| D8LA                     | 1961 | 25 fot/7,5 meter standard 8 film                                               | Nej    |
| B8LA                     | 1961 | 25 fot/7,5 meter standard 8 film                                               | Nej    |
| C8LA                     | 1961 | 25 fot/7,5 meter standard 8 film                                               | Nej    |
| Zoom Reflex P1           | 1961 | 25 fot/7,5 meter standard 8 film                                               | Ja     |
| H8 REX                   | 1962 | 100 fot/30 meter standard 8 film                                               | Nej    |
| Zoom Reflex P2           | 1963 | 25 fot/7,5 meter standard 8 film                                               | Ja     |
| Zoom Reflex Automatic K1 | 1963 | 25 fot/7,5 meter standard 8 film                                               | Ja     |
| H8S                      | 1963 | 100 fot/30 meter standard 8 film                                               | Nej    |
| H16S                     | 1963 | 100 fot/30 meter 16mm film                                                     | Nej    |
| H16 REX2                 | 1963 | 100 fot/30 meter 16mm film                                                     | Ja     |
| Zoom Reflex P3           | 1964 | 25 fot/7,5 meter standard 8 film                                               | Ja     |
| Zoom Relfex Automatic K2 | 1964 | 25 fot/7,5 meter standard 8 film                                               | Ja     |
| Zoom Relfex S1           | 1964 | 25 fot/7,5 meter standard 8 film                                               | Ja     |
| H8 REX3                  | 1964 | 100 fot/30 meter standard 8 film                                               | Nej    |
| H16 REX3                 | 1964 | 100 fot/30 meter 16mm film                                                     | Ja     |
| H16 M3                   | 1964 | 100 fot/30 meter 16mm film                                                     | Nej    |
| Zoom Relfex Automatic P4 | 1965 | 25 fot/7,5 meter standard 8 film                                               | Ja     |
| H8 REX4                  | 1965 | 100 fot/30 meter standard 8 film                                               | Nej    |
| H16 REX4                 | 1965 | 100 fot/30 meter men kunde konverteras till att kunna ta magasin för 16mm film | Ja     |
| H16 M4                   | 1965 | 100 fot/30 meter men kunde konverteras till att kunna ta magasin för 16mm film | Nej    |
| H16 REX5                 | 1967 | 100 fot/30 meter eller 400 fot/121 meter med magasin för 16mm film             | Ja     |
| H16 M5                   | 1967 | 100 fot/30 meter eller 400 fot/121 meter med magasin för 16mm film             | Nej    |
| 150 Super                | 1967 | Super 8 magasin                                                                | Ja     |
| 155 Macrozoom            | 1968 | Super 8 magasin                                                                | Ja     |
| 7.5 Macrozoom            | 1969 | Super 8 magasin                                                                | Ja     |
| 160 Macrozoom            | 1970 | Super 8 magasin                                                                | Ja     |